# بومي
بومي Beaumé هي مدينة في إقليم أيسن في جهة بيكاردي بشمال فرنسا.